# Enfermedades por expansión de trinucleótidos
Las enfermedades por expansión de trinucleótidos, son un grupo de trastornos de origen genético, originados por una mutación que aumenta el número de repeticiones de un triplete de nucleótidos en una sección determinada del ADN. Los nucleótidos son los elementos básicos que forman la molécula de ADN en la que se encuentra la información genética de los organismos vivos. Con frecuencia la secuencia que se repite un número anormalmente alto de veces está formada por los nucleótidos citosina, adenina y guanina (C-A-G). La enfermedad más representativa del grupo es la Corea de Huntington.

## Genética
| Número de repeticiones | Clasificación        | Enfermedad          |
| ---------------------- | -------------------- | ------------------- |
| <28                    | Normal               | No enfermedad       |
| 28–35                  | Intermedia           | No enfermedad       |
| 36–40                  | Penetrancia reducida | Afectación variable |
| >40                    | Penetrancia completa | Existe enfermedad   |

Son cuatro los tripletes que pueden expansionarse: CGG, GTC, CTG y GAA, donde C corresponde a citocina, G a guanina, A es adenina y T timina. Los tripletes anormales pueden estar localizadas tanto en secuencias codificadoras, como no codificadoras. Las expansiones que no alcanzan un tamaño crítico se denominan premutaciones, las cuales son clínicamente silentes, es decir no provocan ningún síntoma, pero muestran gran tendencia a expandirse a mutaciones completas que causan enfermedad en los descendientes.
Es importante tener en cuenta que los genes normales tienen regiones específicas formadas por repetición de tripletes. La mutación actúa únicamente aumentando el número de repeticiones normales, este tipo de mutaciones reciben el nombre de mutaciones dinámicas, porque la región cromosómica afectada se hace inestable y tiende a aumentar el número de repeticiones durante el proceso de división celular o mitosis.

## Enfermedades
- Corea de Huntington.
- Ataxia de Friedreich.
- Enfermedad de Kennedy.
- Distrofia miotónica.
- Síndrome del X frágil.
- Ataxia cerebelosa autosómica dominante.
- Atrofia dentato-rubro-pálido-luisiana.[3]

## Tipo de herencia
La mayor parte son de herencia autosómica dominante. La ataxia de Friedreich es autosómica recesiva, la enfermedad de Kennedy y el síndrome del X frágil se heredan ligadas al cromosoma X. Suele existir el fenómeno llamado de anticipación, según el cual en generaciones sucesivas, la enfermedad aparece a edades cada vez más tempranas.

## Sinónimos
- Enfermedades por expansión de tripletes.
- Enfermedades por expansión de nucleótidos.